# Zametač stop
Zametač stop (v anglickém originále Cleaner) je americký kriminální film z roku 2007. Režisérem filmu je Renny Harlin. Hlavní role ve filmu ztvárnili Samuel L. Jackson, Ed Harris, Eva Mendes, Luis Guzmán a Keke Palmer.

## Obsazení
| Samuel L. Jackson   | Tom Cutler    |
| Ed Harris           | Eddie Lorenzo |
| Eva Mendes          | Ann Norcut    |
| Luis Guzmán         | Jim Vargas    |
| Keke Palmer         | Rose Cutler   |
| Maggie Lawson       | Cherie        |
| Jose Pablo Cantillo | Miguel        |
| Robert Forster      | Arlo Grange   |